# Муромская епархия
Му́ромская епа́рхия — епархия Русской православной церкви, объединяющая приходы и монастыри в восточной части Владимирской области (в границах Вязниковского, Гороховецкого, Муромского, Меленковского и Селивановского районов). Входит в состав Владимирской митрополии.
Одна из древнейших епархий Русской церкви. Основана в 1198 году, но в конце XIII века кафедра была перенесена в Рязань. В 1868—1937 годах существовало Муромское викариатство Владимирской епархии, возобновлённое 16 марта 2012 года и 16 июля 2013 года преобразованное в самостоятельную епархию.

## История
Кафедра в Муроме была учреждена 26 сентября 1198 года, когда в Муром был поставлен первый епископ Арсений с титулом Муромский и Рязанский. Кафедра была выделена из обширнейшей Ростовской епархии. Около сотни лет спустя святитель Василий Рязанский был изгнан муромцами и перенёс кафедру в Старую Рязань. После её разорения кафедра была перенесена в Переяславль Рязанский (ныне Рязань).
По ходатайству архиепископа Антония (Павлинского) Муромская кафедра была вновь учреждена 23 января 1868 года как викариатство Владимирской епархии и просуществовала до 1937 года.
16 марта 2012 года решением Священного синода (журнал № 21) был назначен викарий Владимирской епархии с титулом Муромский.
16 июля 2013 года решением Священного синода была образована Муромская епархия. В состав епархии вошли Вязниковский, Гороховецкий, Муромский, Меленковский и Селивановский районы Владимирской области.
С августа 2013 года выходит ежемесячное епархиальное издание — «Свет невечерний».

## Епископы
Муромская епархия
- Арсений (26 сентября 1198 — ок. 1213)
- Евфросин Святогорец (упом. 1223—1237)
- Филипп (XIII век) значится в синодиках Рязанского Спасского монастыря и кафедрального собора. Сведений нет.
- Евфимий (XIII век) значится в синодиках Спасского монастыря и кафедрального собора. Сведений нет.
- Иосиф (1284—1285)
- Василий Рязанский (1286—1291)

Муромское викариатство Владимирской епархии
- Андрей (Поспелов) (7 апреля — 30 мая 1868)
- Иаков (Кротков) (18 января 1870 — 28 января 1884)
- Аркадий (Филонов) (22 декабря 1885 — 30 сентября 1887)
- Александр (Богданов) (12 февраля 1889 — 23 марта 1892)
- Тихон (Клитин) (26 апреля 1892 — 30 ноября 1895)
- Платон (Грузов) (21 января 1896 — 27 февраля 1904)
- Никон (Рождественский) (14 марта — 8 ноября 1904)
- Александр (Трапицын) (12 декабря 1904 — 23 ноября 1907)
- Евгений (Мерцалов) (16 декабря 1907 — 14 июня 1912)
- Митрофан (Загорский) (15 июля 1912 — 3 мая 1919)
- Серафим (Руженцов) (12 мая 1919 — октябрь 1922)
- Григорий (Козырев) (30 сентября 1923 — 16 января 1924) в/у, еп. Петропавловский
- Евгений (Кобранов) (27 марта 1926 — 15 сентября 1927)
- Макарий (Звёздов) (15 сентября 1927 — февраль 1933)
- Николай (Муравьёв-Уральский) (12 мая 1933 — 3 мая 1934)
- Иоанн (Широков) (3 — 14 мая 1934)
- Амвросий (Смирнов) (14 мая 1934 — 25 ноября 1935)
- Симеон (Михайлов) (25 ноября 1935 — 23 октября 1937)
- Нил (Сычёв) (2 мая 2012 — 16 июля 2013)

Муромская епархия
- Нил (Сычёв) (с 16 июля 2013)

## Благочиния
Епархия разделена на 5 церковных округов:
- Вязниковское благочиние (протоиерей Владимир Соловьёв)
- Гороховецкое благочиние (протоиерей Александр Степанов)
- Меленковское благочиние (иерей Александр Макаренко)
- Муромское благочиние (протоиерей Николай Симчук)
- Селивановское благочиние (протоиерей Артемий Студентов)

По данным сайта Патриархия.ru существуют также 3 монастырских округа:
- Гороховецкий
- Мстёро-Вязниковский
- Муромский

## Монастыри

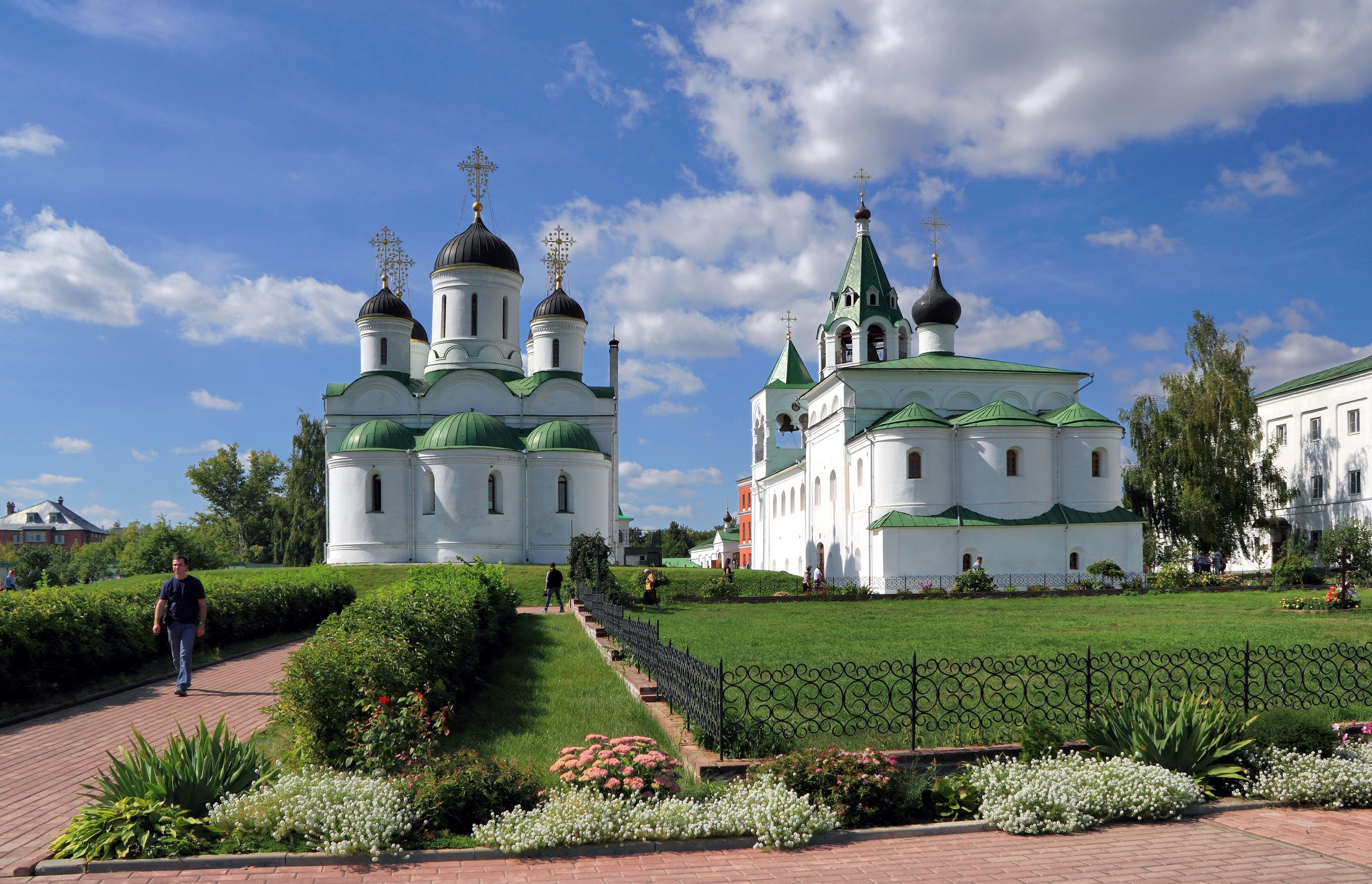
Спасо-Преображенский монастырь (Муром)

- Благовещенский монастырь (Вязники) (женский); настоятельница — игумения Серафима (Старых)
- Благовещенский монастырь (Муром) (мужской); настоятель — архимандрит Кронид (Козлов)
- Богоявленский монастырь (Мстёра) (мужской); настоятель — игумен Авраамий (Лукиянчук)
  - Свято-Казанский скит, урочище Акиньшино; скитоначальник — иеромонах Севастиан (Марков)
  - Свято-Троице Серапионова пустынь; старший — иеромонах Севастиан (Марков)
- Борисоглебский монастырь (Муром) (архиерейское подворье); настоятельница — монахиня Николая (Бушуева)
- Воскресенский монастырь (Муром) (женский); настоятельница — игумения Елена (Богдан)
- Знаменский монастырь (Гороховец) (женский); настоятельница — игумения Раиса (Шибеко)
- Монастырь Святителя Иоанна Милостивого (женский; архиерейское подворье); настоятельница — монахиня Фомаида (Зуйченко)
- Крестовоздвиженский монастырь (Муром) (архиерейского подворье); настоятельница — монахиня Ольга (Васильева)
- Свято-Троице Никольский монастырь (Гороховец) (мужской); настоятель — игумен Илия (Иванов)
  - Георгиевский скит; скитоначальник — иеромонах Аристарх (Огородник)
- Спасо-Преображенский монастырь (Муром) (мужской); настоятель — епископ Муромский и Вязниковский Нил (Сычёв), и. о. наместника — иеромонах Симеон (Нестеров)
- Сретенский монастырь (Гороховец) (женский); настоятельница — игумения Нина (Дорошко)
- Троицкий монастырь (Муром) (женский); настоятельница — игумения Арсения (Москокова)